# Grande Prêmio da Alemanha de 2013
O Grande Prêmio da Alemanha de 2013  foi a nona corrida da temporada de 2013 da Fórmula 1 e a 73ª edição da corrida. A prova foi disputada em 7 de julho no circuito Nürburgring. O vencedor foi o alemão Sebastian Vettel.